# Uchhotep I.

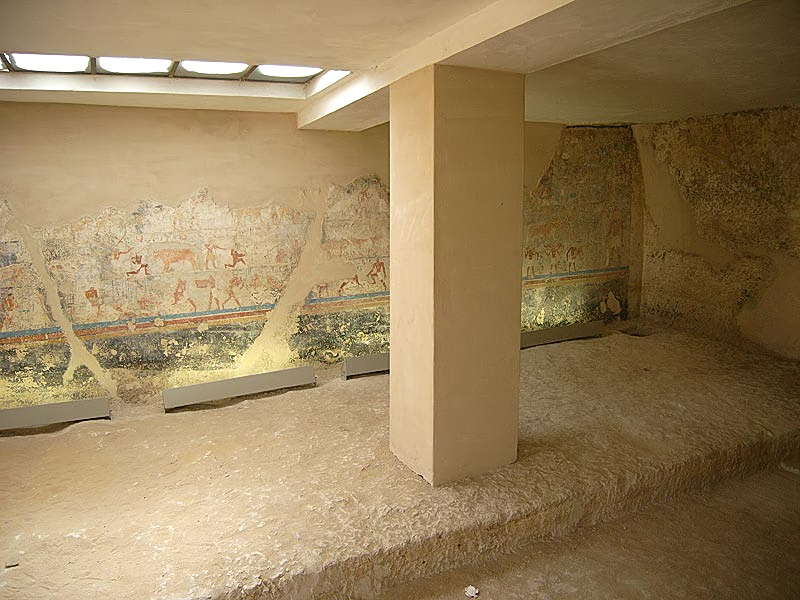
Die Grabkapelle von Uchhotep I.

Uchhotep I. (manchmal auch Uchhotep II.) war ein lokaler Fürst im Alten Ägypten zur Zeit der frühen 12. Dynastie. Er ist vor allem durch sein Grab in Meir (B 2) bekannt. Er lebte und amtierte wahrscheinlich unter Sesostris I.
Uchhotep trug verschiedene Titel, war aber vor allem Bürgermeister (Hati-a), Obehaupt des  14. oberägyptischen Gaus und Priestervorsteher der Hathor von Qus. Von seiner Person ist sonst wenig bekannt. Sein Vater war Senebi, der erste Statthalter der 12. Dynastie, der in Meir begraben wurde. Seine Gemahlin war die Dame des Hauses Djehuti-hotep. Nur ein Sohn mit dem Namen Senebi ist bezeugt.
Uchhotep ist vor allem von seiner Grabkapelle bekannt. Sie besteht aus einem Raum mit einer Nische an der Rückwand. Die Wände sind mit flachen Relief dekoriert, wobei die Dekoration aber nie vollständig fertig gestellt wurde. Mehrmals sieht man Uchhotep mit seiner Frau und Opfergabenträger. Auf der Nordwand sieht man im obersten Register Ringer. Auf der Südwand ist der Grabherr bei der Jagd dargestellt. Mehrmals erscheint unter den Leuten, die dem Grabherrn ihre Aufwartung machen, ein älterer, fast verhungerter Mann, dessen Darstellung durch ihren Realismus auffällt. In der Nische im Rückteil des Grabes sieht man einen Kampf zwischen zwei Stieren. Mehrmals wurde die hohe Qualität der Dekoration des Grabes von Uchhotep und des Grabes seines Vaters Senebi hervorgehoben.
Das Grab des Uchhotep wurde von Aylward Manley Blackman aufgenommen und 1915 publiziert.